# گردن‌بند (فیلم ۲۰۰۲)
«گردن‌بند» (انگلیسی: The Locket) یک فیلم به کارگردانی کارن آرتور است که در سال ۲۰۰۲ منتشر شد. از بازیگران آن می‌توان به ونسا ردگریو و مارگریت مورو اشاره کرد.